# سرود مزدیسنا
سرود مزدیسنا یا خوان اشم وهو از اشعار ابراهیم پورداوود است که در کتاب خرده اوستای نویسنده از انتشارات انجمن زرتشتیان بمبئی آورده شده‌است. این شعر با مضمون بزرگداشت دین زرتشتی (در متن، کیش باستان) نوشته شده و بر دو سرود معروف اوستا یعنی اشم وهو و یتا آهو با جملات تکرار شونده زیر تأکید می‌نماید:
| خوان اشم وهو، گو یتا اهو |  | گو یتا آهو، خوان اشم وهو |

## متن شعر
| بامداد شد، بانگ زد خروس      |  | از سرای شه، بر زدند کوس     |
| چرخ شست نک، روی آبنوس        |  | موبدا تو هم، خیز و روی شو   |
| خوان اَشِم وهو، گو یَتا اَهو     |  | گو یتا آهو، خوان اشم وهو    |
| خیز موبدا، آتشی فروز         |  | پرده سیه، زین زبانه سوز     |
| کیش باستان، زنده دان هنوز    |  | ز ایزدی فروغ، بر متاب رو    |
| از سر آمده، دور روزگار       |  | دین فرهی، مانده یادگار      |
| نامهٔ کهن، زان خود شمار       |  | گفتهٔ نیا، اندر آن بجو       |
| تا جهان ز مهر، شاد و خرم است |  | تا نگار را، زلف در هم است   |
| تا ز ژاله بر، لاله شبنم است  |  | راه کج مرو، سوی چه مپو      |
| راست بایدت بود و مرد کار     |  | پهلوان منش، روز کارزار      |
| در ستیزه با، دیو نابکار      |  | چون نیای خود، پاک و نیک خو  |
| خواهی ار خوشی، رنجه دار تن   |  | کوش و سرنگون، ساز اهرمن     |
| تا ز بند وی، وارهد وطن       |  | وانگهی پی، نام و آبرو       |
| ار به دل تو را، مهر اندر است |  | ار ز دشمنان، در بر اخگر است |
| ار ز بوم خود، شور در سر است  |  | نوش ساغری، زین کهن سبو      |
| رو متاب از این، گنج شایگان   |  | سر مپیچ از این، پند باستان  |
| راستی شنو، راستی بخوان       |  | راستی بجو، راستی بگو        |

## موسیقی و ترانه
غلامحسین مین‌باشیان موسیقیدان و از نخستین رهبران ارکستر سمفونیک تهران، نخستین بار یک قطعه موسیقی بر روی سرود مزدیسنا نوشت که نت موسیقی آن برای خواننده سولو و پیانو در کتاب خرده اوستای پورداوود مندرج است.
نخستین بار این قطعه با صدای جواد بدیع‌زاده اجرا شد.
در اوایل دهه ۱۳۶۰ هجری، گروه کر کانون دانشجویان زرتشتی، این قطعه را اجرا و ضبط نمود و در سال ۱۳۶۹ به همراه اوستا خوانی موبد رستم شهزادی در یک کاست با عنوان مزدیسنان منتشر کرد. این اجرا امروزه در آغاز مراسم رسمی زرتشتیان در ایران و سایر نقاط جهان پخش می‌گردد. همچنین گروه‌های مختلف کر، اجراهایی از این اثر در سالیان مختلف ارائه نموده‌اند. از جمله این اجراها می‌توان به اجرای مشترک زرتشتیان ایرانی و پارسی در مراسم افتتاحیه اجلاس سالیانه انجمن زرتشتیان آمریکای شمالی (فزانا) در سال ۲۰۱۴ میلادی در شهر سیاتل اشاره نمود.
همچنین خسرو مهرفر موسیقی تازه‌تری با عنوان پیام راستین زرتشت، برای این شعر ساخته که توسط لیلا فروهر و مرتضی برجسته، دو تن از خوانندگان مشهور ایرانی اجرا شده‌است.

## آموزش
این شعر با توجه به مضمون و برجستگی شاعر آن اهمیت زیادی در میان زرتشتیان پیدا نمود و از جمله در بنیاد مذهبی کاماآتورنان هندوستان به موبدان و موبدزادگان و به کسانی که در آنجا تحصیل می‌کرده‌اند، می‌آموخته‌اند.
به گفته موبد رستم شهزادی، این سرود به دستور روانشاد «دینشاه ایرانی سیلستر» در برنامه بنیاد کاماآتورنان گنجانیده‌شده و برای نخستین بار به‌وسیله پسر دینشاه ایرانی خوانده شده‌است. در ایران نیز در دهه چهل خورشیدی این سرود را در کلاس دینی سازمان فروهر (جوانان زرتشتی) به دانش‌آموزان یاد می‌داده‌اند.